# الشمس الاصطناعية
الشمس الاصطناعية؛ هي مصطلح يشير إلى مفاعل اندماج نووي مصمم لمحاكاة عمليات توليد الطاقة في الشمس الحقيقية.

## أهدافها
هدف هذه "الشمس" ليس توفير الضوء أو الحرارة، وإنما إنتاج كمية هائلة من الطاقة النظيفة التي يأمل الباحثون في حصدها لتوليد الطاقة للمدن، وكي يتحقق ذلك يجب أن تكون الطاقة المُنتجَة أكثر بكثير من تلك المستخدمة لبدء عملية التفاعل.
ويستخدم مصطلح الشمس الاصطناعية بشكل شائع لوصف مشاريع الاندماج المتقدمة التي تهدف إلى إنتاج طاقة متجددة ومستدامة من خلال الاندماج النووي، وهي عملية اندماج النوى الذرية معًا لإطلاق كميات هائلة من الطاقة. تحدث هذه العملية بشكل طبيعي في النجوم، بما في ذلك شمسنا، حيث تتصادم ذرات الهيدروجين تحت درجات حرارة وضغوط شديدة، مما يؤدي إلى إنتاج الهيليوم وإطلاق الطاقة.

## أهميتها
إن تطوير الشمس الاصطناعية يشكل خطوة بالغة الأهمية نحو تحقيق حلول مستدامة ونظيفة للطاقة. وفي حين لا تزال هناك تحديات كبيرة، فإن الأبحاث الجارية والتجارب الناجحة تمهد الطريق للتقدم المستقبلي في تكنولوجيا الاندماج النووي، والتي قد تحدث ثورة في إنتاج الطاقة على مستوى العالم.
تمثل الشمس الاصطناعية سعي البشرية لتسخير الاندماج النووي كمصدر قابل للتطبيق للطاقة النظيفة، ومحاكاة العمليات التي تغذي شمسنا.

## المشاريع الرئيسية

#### المفاعل النووي الحراري التجريبي الدولي (ITER):
يقع مشروع ITER في فرنسا، وهو عبارة عن تعاون عالمي يضم 35 دولة، ويهدف إلى إثبات جدوى الاندماج النووي كمصدر للطاقة على نطاق واسع. وهو مصمم لإنتاج 500 ميغاواط من طاقة الاندماج من 50 ميغاواط من طاقة التسخين المدخلة لمدة 400 ثانية على الأقل بشكل مستمر

### تجربة التوكاماك الفائق الموصلية المتقدمة (EAST):
لقد حقق هذا المفاعل الصيني إنجازات مهمة، بما في ذلك درجة حرارة البلازما التي تبلغ 288 مليون درجة فهرنهايت، والتي تزيد عن حرارة الشمس بأكثر من عشرة أضعاف. يهدف EAST إلى المساهمة في فهم وتطوير طاقة الاندماج، وتوفير الأساس للمفاعلات المستقبلية مثل ITER

#### HL-2M توكاماك:
وفي الصين أيضًا، وصلت درجة حرارة هذا المفاعل إلى ما يزيد عن 150 مليون درجة مئوية. وهو جزء من جهود الصين لتطوير تكنولوجيا الاندماج النووي، ومن المتوقع أن يدعم مشروع ITER من خلال توفير رؤى حول فيزياء البلازما وعمليات الاندماج.